# ابن المبرد
جمال الدين يوسف بن حسن بن أحمد بن حسن بن عبد الهادي الصالحي (840- 909 هـ / 1436 - 1503 م) المشهور بابن المِبْرَد الحنبلي، هو من فقهاء الحنابلة، ولد في الصالحية بدمشق.

## مؤلفاته
- جمع الجيوش والدساكر على ابن عساكر
- مغني ذوي الإفهام عن الكتب الكثيرة في الأحكام: في فقه الحنابلة.
- الدرر الكبير: جزء منه في التراجم والسير.
- النهاية في اتصال الرواية.
- تاريخ الإسلام.
- الاقتباس: تعليقات وشروح على سيرة ابن سيد الناس.
- الميرة في حل مشكل السيرة: الجزء الثاني منه في شرح ما أبهم من سيرة ابن هشام.
- العقد التام فيمن زوجه النبي عليه الصلاة والسلام.
- محض الشيد في مناقب سعيد بن زيد.
- محض الخلاص في مناقب سعد ابن أبي وقاص.
- ضبط من غبر فيمن قيده ابن حجر.
- تذكرة الحفاظ وتبصرة الإيقاظ.
- الضبط والتبيين لذوي العلل والعاهات من المحدثين.
- تراجم الشافعية.
- العطاء المعجل: في تراجم الحنابلة.
- إرشاد السالك إلى مناقب مالك.
- تعريف الغادي.
- سير الحاث: رسالة في الطلاق.
- الإتقان في أدوية اللثة والأسنان.
- الإتقان لأدوية اليرقان.
- الطباخة: رسالة في أوصاف بعض المآكل.
- عدة الملمات في تعداد الحمامات.
- الإعانات على معرفة الخانات.
- ثمار المقاصد في ذكر المساجد.
- آداب الحمام وأحكامه.
- الحسبة: رسالة.
- نزهة المسامر في أخبار مجنون بني عامر.
- نزهة الرفاق: رسالة في أسماء الأسواق بدمشق في أيامه.
- الدرة المضية: رسالة في الشجرة النبوية.
- تحفة الوصول إلى علم الأصول.
- الرد على من شدد وعسر في جواز الأضحية بما تيسر.
- غراس الآثار وثمار الأخبار ورائق الحكايات والأشعار.
- الاختلاف بين رواة البخاري.
- بلغة الحثيث إلى علم الحديث.
- غاية السول إلى علم الأصول.
- مقبول المنقول من علمي الجدل والأصول.
- محض الصواب في فضائل أمير المؤمنين عمر بن الخطاب.
- تاريخ الصالحية.
- بحر الدم في من تكلم فيه أحمد بن حنبل بمدح أو ذم.
- مراقي الجنان بقضاء حوائج الإخوان.